# Ekenge
Ekenge (ou Ekengue) est une localité du Cameroun située dans le département du Koupé-Manengouba et la Région du Sud-Ouest. Elle fait partie de la commune de Nguti.